# Antoni Mercè de Fondevila
Antoni Mercè de Fondevila (Lleida, 1810 - 1876) fou un compositor, pianista i professor del Real Seminario de las Escuelas Pías de San Antonio Abad. La majoria de les seves composicions són de caràcter eclesiàstic, bé que sota la influència de l'òpera italiana.
Es conserven obres seves als fons musicals SEO (Fons de l'església parroquail de Sant Esteve d'Olot), TagF (Fons Ramon Florensa de l'Arxiu Comarcal de l'Urgell) i TerC (Fons de la catedral-basílica del Sant Esperit de Terrassa).